# Yöre, Kuyucak
Yöre là một xã thuộc huyện Kuyucak, tỉnh Aydın, Thổ Nhĩ Kỳ. Dân số thời điểm năm 2010 là 725 người.